# Данијел Алибабић (албум)
Данијел Алибабић је деби албум црногорског поп певача Данијела Алибабића, некадашњег члана бенда Но нејм, који је представљао Србију и Црну Гору 2005. године на Песми Евровизије. Данијел је такође био учесник српске верзије програма Велики Брат. На албуму се налази и дует са његовом бившом девојком певачицом Лејлом Хот, такође и „Пјесма за Ксенију” посвећена његовој колегеници и пријатељици Ксенији Пајчин. Албум је издат 2011. године за Сити Рекордс. Други албум Двије стране издао је 2023, и на њему се налази песма „Нападам”, једна од последњих песама које је написао Милан Лаћа Радуловић, пре него што је преминуо.

## Списак песама
| №   | Назив             | Текст                          | Музика                         | Трајање |  |
| 1.  | Порок             | Филип Милетић, Милош Рогановић | Филип Милетић, Милош Рогановић |         |  |
| 2.  | Идеалан тип       | Филип Милетић, Милош Рогановић | Филип Милетић, Милош Рогановић |         |  |
| 3.  | Пјесма за Ксенију | Филип Милетић, Милош Рогановић | Филип Милетић, Милош Рогановић |         |  |
| 4.  | Пошто пото        | Милош Рогановић                | Милош Рогановић                |         |  |
| 5.  | Ратник            | Филип Милетић, Милош Рогановић | Филип Милетић, Милош Рогановић |         |  |
| 6.  | Фајтер            | Милош Рогановић                | Милош Рогановић                |         |  |
| 7.  | Балавица          | Филип Милетић, Милош Рогановић | Филип Милетић, Милош Рогановић |         |  |
| 8.  | Ко смо ми         | Филип Милетић, Милош Рогановић | Филип Милетић, Милош Рогановић |         |  |
| 9.  | Доводиш до лудила | Данијел Алибабић               | Данијел Алибабић               |         |  |
| 10. | Бољи ја           | Бранислав Самарџић             | Бранислав Самарџић             |         |  |
| 11. | Не плачи мала     | Бранислав Самарџић             | Бранислав Самарџић             |         |  |